# Henry Higgs
Henry Higgs (4 de março de 1864 – 21 de maio de 1940) foi um funcionário público britânico, economista e historiador do pensamento econômico.
Higgs juntou-se ao Ministério da Guerra como um caixeiro da divisão inferior em 1882. De lá, mudou-se para o Gabinete do Postmaster General em 1884, quando ele também começou a ter aulas na University College London. Ele recebeu um diploma no final de 1890. Ele foi para o Tesouro em 1899 e foi nomeado Secretário Particular do então Primeiro-Ministro Henry Campbell-Bannerman por três anos antes de retornar para o Tesouro em 1908.
Higgs foi um dos membros fundadores da Associação Econômica Britânica em 1890 e contribuiu para assegurar uma Carta Régia para ela em 1902, que foi seguido por uma troca de nome para Royal Economic Society. Ele foi secretário da organização de 1892 a 1905 e editor-assistente do  Economic Journal de 1896 a 1905, durante o mandato de Francis Ysidro Edgeworth como editor. 
Entre outros assuntos, Higgs escreveu sobre o economista Richard Cantillon e editou o que se tornou a versão padrão de Ensaio sobre a Natureza do Comércio em Geral, de Cantillon. Ele também escreveu sobre os fisiocratas, o sistema financeiro do Reino Unido, e a reforma financeira. Ele também compilou uma bibliografia histórica sobre o pensamento econômico. Higgs foi um apoiador antigo e contribudor do Dicionário de Economia Política, Inglis Palgrave, ed., (1894, ..., 1908), para o qual ele contribuiu com 19 entradas. Ele editou a única versão do Dicionário não editada por Palgrave, incluindo o nome de Palgrave ao título e escrevendo mais 40 entradas.